# Boris Kušner
Boris Abramovič Kušner (in russo Борис Абрамович Кушнер?; 10 dicembre 1941 – 7 maggio 2019) è stato un matematico, poeta e saggista russo.
I suoi principali contributi in matematica sono stati nel campo dell'analisi matematica, formulati in una prospettiva costruttiva d'ispirazione markoviana. 
Ha pubblicato inoltre diversi libri di poesia in lingua russa e una serie di saggi musicali, letterari e politici - tradotti anche in inglese. 
Kushner ha insegnato all'Università di Pittsburgh a Johnstown, in Pennsylvania.